# Ari Folman
Ari Folman, hebr. ארי פולמן (ur. 17 grudnia 1962 w Hajfie) – izraelski reżyser, scenarzysta i producent filmowy.

## Życiorys
Urodził się w Hajfie w rodzinie polskich Żydów. Na początku lat 80. służył w izraelskiej armii. Brał udział w wojnie w Libanie, należał do oddziałów otaczających obóz uchodźców w czasie masakry w Sabrze i Szatili. Doświadczenia te odcisnęły się piętnem na jego dalszym życiu.
Właśnie tym traumatycznym wydarzeniom poświęcił Folman swój najsłynniejszy film - Walc z Baszirem (2008). Była to nietypowa hybryda łącząca animację z kinem dokumentalnym, gdyż większość scen dotyczyła rozmów reżysera z przyjaciółmi biorącymi udział w walkach w Bejrucie. Walc z Baszirem miał swoją premierę światową w konkursie głównym na 61. MFF w Cannes. Obraz zdobył szereg prestiżowych nagród, m.in. Złoty Glob dla filmu zagranicznego, a także nominację do Oscara za najlepszy film obcojęzyczny.
Kolejnym filmem reżysera był Kongres (2013), międzynarodowa koprodukcja zrealizowana na podstawie powieści Stanisława Lema Kongres futurologiczny. Obraz z Robin Wright w roli głównej nie powtórzył sukcesu Walca z Baszirem i w dużej mierze zawiódł pokładane w nim nadzieje.
Reżyser zasiadał w jury konkursu głównego na 69. MFF w Wenecji (2012). Żona Folmana również zajmuje się reżyserią. Para mieszka na stałe w Tel Awiwie.